# 花部農譚
清焦循撰。《花部農譚》是一部針對花部戲曲劇目，敘述本事，並加以考證與評論的筆記著作。有嘉慶二十四年己卯六月十八日立秋焦循序。
- 评焦循的《花部农谭》 （页面存档备份，存于）
- 第一部研究地方戏曲的专著《花部农谭》 （页面存档备份，存于）